# Лајфорд (Тексас)
Лајфорд (енгл. Lyford) град је у америчкој савезној држави Тексас. По попису становништва из 2010. у њему је живело 2.611 становника.

## Демографија
Према попису становништва из 2010. у граду је живело 2.611 становника, што је 638 (32,3%) становника више него 2000. године.
| Група             | 2000.         | 2010.         |
| Белци             | 124 (6,3%)    | 160 (6,1%)    |
| Афроамериканци    | 7 (0,4%)      | 21 (0,8%)     |
| Азијати           | 0 (0,0%)      | 2 (0,1%)      |
| Хиспаноамериканци | 1.832 (92,9%) | 2.436 (93,3%) |
| Укупно            | 1.973         | 2.611         |